# Cloz
Cloz is een plaats en voormalige gemeente in de Italiaanse provincie Trente (regio Trentino-Zuid-Tirol) en telt 710 inwoners (31-12-2004). De oppervlakte bedraagt 8,3 km², de bevolkingsdichtheid is 86 inwoners per km².

## Demografie
Cloz telt ongeveer 259 huishoudens. Het aantal inwoners daalde in de periode 1991-2001 met 4,1% volgens cijfers uit de tienjaarlijkse volkstellingen van ISTAT.
| Jaar | Inwoneraantal |
| ---- | ------------- |
| 1991 | 713           |
| 2001 | 684           |

Brez · Cagnò · Cloz · Revò · Romallo
1. ↑  Popolazione Residente al 1° Gennaio 2018. Istituto Nazionale di Statistica. Geraadpleegd op 16 maart 2019.